# Електромагнітний спектр

Електромагнітний спектр

Електромагнітний спектр — Сукупність монохроматичних хвиль (дискретну або неперервну), які випромінює джерело світла, називають спектром цього джерела.

## Довжина хвилі— частота— енергія фотона
Як спектральну характеристику електромагнітного випромінювання використовують такі величини:
- Довжину хвилі;
- Частоту коливань;
- Енергію фотона (кванта електромагнітного поля).

Енергія фотона за квантовою механікою пропорційна частоті: {\displaystyle E=h\nu }, де h — стала Планка, Е — енергія, {\displaystyle \nu } — частота.
Довжина електромагнітної хвилі у вакуумі обернено пропорційна частоті і виражається через швидкість світла: {\displaystyle \nu \,\lambda \,=\,c}. Говорячи про довжину електромагнітних хвиль в середовищі, зазвичай мають на увазі еквівалентну величину довжину хвилі у вакуумі, яка відрізняється на коефіцієнт заломлення, оскільки частота хвилі при переході з одного середовища в інше зберігається, а довжина хвилі — змінюється.
У верхній частині шкали наводяться значення енергії (в електронвольтах).
Частоти, зазначені в нижній частині шкали, виражені в герцах, а також у кратних одиницях: кГц = 1000 Гц, МГц = 1000 кГц = 1000000 Гц, ГГц = 1000 МГц = 109 Гц, ТГц = 1000 ГГц = 1012 Гц.
Шкала частот (довжин хвиль, енергій) є неперервною, але традиційно розбита на ряд діапазонів. Сусідні діапазони можуть трохи перекриватися.

## Основні електромагнітні діапазони

### γ-випромінювання
Гамма-промені мають енергію понад 124 000 еВ і довжину хвилі меншу, ніж 0,01 нм = 0,1 Å.
Джерела: космос, ядерні реакції, радіоактивний розпад, синхротронне випромінювання.
Прозорість речовини для гамма-променів, на відміну від видимого світла, залежить не від хімічної форми і агрегатного стану речовини, а в основному від заряду ядер, що входять до складу речовини, і від енергії гамма-квантів. Тому поглинаючу здатність шару речовини для гамма-квантів у першому наближенні можна охарактеризувати її поверхневою густиною (в г/см²). Дзеркал і лінз для γ-променів не існує.
Різкої нижньої межі для гамма-випромінювання не існує, проте зазвичай вважається, що гамма-кванти випромінюються ядром, а рентгенівські кванти — електронною оболонкою атома (це лише термінологічне розходження, що не зачіпає фізичних властивостей випромінювання).

### Рентгенівське випромінювання
- Від 0,1 нм = 1 Å (12 400 еВ) до 0,01 нм = 0,1 Å (124 000 еВ) — жорстке рентгенівське випромінювання. Джерела: деякі ядерні реакції, електронно-променеві трубки.
- Від 10 нм (124 еВ) до 0,1 нм = 1 Å (12 400 еВ) — м'яке рентгенівське випромінювання. Джерела: електронно-променеві трубки, теплове випромінювання плазми.

Рентгенівські кванти випромінюються в основному при переходах електронів в електронній оболонці важких атомів на нижчі орбіти. Вакансії на нижчих орбітах створюються зазвичай електронним ударом. Рентгенівське випромінювання, створене таким чином, має лінійчастий спектр з частотами, характерними для даного атома (див. характеристичне рентгенівське випромінювання); це дозволяє, зокрема, дослідити склад речовин (рентгенофлуоресцентний аналіз). Теплове, гальмівне і синхротронне рентгенівське випромінювання має неперервний спектр.
У рентгенівських променях спостерігається дифракція на кристалічних ґратках, оскільки довжини електромагнітних хвиль на цих частотах близькі до періодів кристалічних ґраток. На цьому заснований метод рентгенодифракційного аналізу.

### Ультрафіолетове випромінювання
Діапазон: Від 400 нм (3,10 еВ) до 10 нм (124 еВ)
| Назва                                                  | Абревіатура | Довжина хвилі у нанометрах | Кількість енергії на фотон |
| ------------------------------------------------------ | ----------- | -------------------------- | -------------------------- |
| Ближній                                                | NUV         | 400 — 300                  | 3,10 — 4,13 еВ             |
| Середній                                               | MUV         | 300 — 200                  | 4,13 — 6,20 еВ             |
| Дальній                                                | FUV         | 200 — 122                  | 6,20 — 10,2 еВ             |
| Екстремальний                                          | EUV, XUV    | 121 — 10                   | 10,2 — 124 еВ              |
| Вакуумний                                              | VUV         | 200 — 10                   | 6,20 — 124 еВ              |
| Ультрафіолет А, довгохвильовий діапазон, чорне світло  | UVA         | 400 — 315                  | 3,10 — 3,94 еВ             |
| Ультрафіолет B (середній діапазон)                     | UVB         | 315 — 280                  | 3,94 — 4,43 еВ             |
| Ультрафіолет С, короткохвильовий, гермицидний діапазон | UVC         | 280 — 100                  | 4,43 — 12,4 еВ             |

### Видиме випромінювання
Випромінювання видимого діапазону (видиме світло і близьке інфрачервоне випромінювання) вільно проходить крізь атмосферу, може бути легко відбите й заломлюється в оптичних системах.
Джерела: теплове випромінювання (у тому числі Сонця), флюоресценція, хімічні реакції, світлодіоди.
Кольори видимого випромінювання, відповідні монохроматичому випромінюванню, називаються спектральними. Спектр і спектральні кольори можна побачити при проходженні вузького світлового променя через призму або будь-яке інше середовище, в якому заломлюються хвилі. Традиційно, видимий спектр поділяється, у свою чергу, на діапазони кольорів:
| Колір        | Діапазон довжин хвиль, нм | Діапазон частот, ТГц | Діапазон енергії фотонів, еВ |
| ------------ | ------------------------- | -------------------- | ---------------------------- |
| Фіолетовий   | 380—440                   | 790—680              | 2,82—3,26                    |
| Синій        | 440—485                   | 680—620              | 2,56—2,82                    |
| Блакитний    | 485—500                   | 620—600              | 2,48—2,56                    |
| Зелений      | 500—565                   | 600—530              | 2,19—2,48                    |
| Жовтий       | 565—590                   | 530—510              | 2,10—2,19                    |
| Помаранчевий | 590—625                   | 510—480              | 1,98—2,10                    |
| Червоний     | 625—740                   | 480—405              | 1,68—1,98                    |

Ближнє інфрачервоне випромінювання займає діапазон від 207 ТГц (0,857 еВ) до 405 ТГц (1,68 еВ). Верхня межа визначається здатністю людського ока до сприйняття червоного світла, вона різна в різних людей. Як правило, прозорість в ближньому інфрачервоному випромінюванні відповідає прозорості у видимому світлі.

### Інфрачервоне випромінювання
Діапазон хвиль інфрачервоного випромінювання лежить в межах довжин хвиль (частот) від 2000 мкм (1,5 ТГц) до 740 нм (405 ТГц). Інфрачервоне випромінювання називають ще тепловим випромінюванням — на цей діапазон припадає максимум випромінювання абсолютно чорного тіла за кімнатних температур. Фізично джерелами інфрачервоного випромінювання є коливання атомів в молекулах та твердих тілах. Вивчаючи спектри випромінювання та поглинання тіл в інфрачервоному діапазоні, можна будувати моделі таких коливань та хімічної будови відповідних речовин. Інфрачервоне випромінювання має численні технічні та військові застосування, наприклад його використовують в тепловізорах.

### Електромагнітне терагерцове випромінювання
Терагерцове (субміліметрове) випромінювання розташоване між інфрачервоним випромінюванням і мікрохвилями, в діапазоні від 1 мм (300 ГГц) до 0,1 мм (3 ТГц). Терагерцовий діапазон найменш вивчений, але на початку 21 століття його дослідження набрали популярності. Складність дослідження в тому, що хвилі цього діапазону важко генерувати електронікою, водночас вони довші за теплове випромінювання. Штучні джерела терагерцового випромінювання використовують такі методи як, наприклад, змішування хвиль в нелінійній оптиці.

### Електромагнітні мікро- і радіохвилі
Для електромагнітних хвиль з частотою нижче 300 ГГц існують монохроматичні джерела, випромінювання яких придатне для амплітудної та частотної модуляції. Тому, розподіл частот в цій області проводиться з огляду на методи передачі сигналів.
- Від 30 ГГц до 300 ГГц — мікрохвилі
- Від 3 ГГц до 30 ГГц — сантиметрові хвилі або ВЧ-діапазон (високих частот)[2]
- Від 300 МГц до 3 ГГц — дециметрові хвилі
- Від 30 МГц до 300 МГц — метрові хвилі
- Від 3 МГц до 30 МГц — короткі хвилі
- Від 300 кГц до 3 МГц — середні хвилі
- Від 30 кГц до 300 кГц — довгі хвилі
- Від 3 кГц до 30 кГц — наддовгі (міріаметрові) хвилі

На відміну від оптичного діапазону, дослідження спектра в радіодіапазоні проводиться не за фізичним поділом хвиль, а за методами обробки сигналів.